# Mihajlo Ilić
Mihajlo Ilić (en serbe : Михајло Илић), né le 4 juin 2003 à Jagodina en Serbie, est un footballeur serbe qui évolue au poste de défenseur central au Partizan Belgrade.

## Biographie

### En club
Né à Jagodina en Serbie, Mihajlo Ilić est formé par le FK Jagodina avant de rejoindre le Partizan Belgrade, où il poursuit sa formation. Il signe son premier contrat professionnel avec le club le 29 octobre 2020.
C'est avec ce club qu'il fait ses débuts professionnels, le 21 novembre 2021, lors d'une rencontre de championnat face au FK Vojvodina Novi Sad. Il entre en jeu à la place de Miloš Jojić et son équipe s'impose par quatre buts à un,.
Le 19 janvier 2025, lors du mercato hivernal, Mihajlo Ilić rejoint le Bologne FC. Il signe un contrat courant jusqu'en juin 2028.
Le 13 septembre 2025, Ilić fait son retour au Partizan Belgrade, étant prêté pour une saison par Bologne.

### En sélection
Mihajlo Ilić représente l'équipe de Serbie des moins de 19 ans, jouant sept matchs et marquant un but avec cette sélection.
Le 27 septembre 2022, Mihajlo Ilić joue son premier match avec l'équipe de Serbie espoirs lors d'un match amical face à la Bulgarie. Il est titularisé et les deux équipes se neutralisent (1-1 score final).